# Ancathia
Ancathia là một chi thực vật có hoa trong họ Cúc (Asteraceae).

## Loài
Chi Ancathia gồm các loài: